# Yaxchilán
Yaxchilán (Pietre Verdi in lingua maya) è un importante sito archeologico maya situato in Messico, nello stato del Chiapas sulle rive del fiume Usumacinta.
È anche chiamato talvolta Menché o Lorillard.
A Yaxchilán sono state ritrovate numerose sculture.

## Storia
Il nome antico della città era molto probabilmente Pa' Chan e fu uno dei maggiori centri della civiltà maya durante tutto il periodo classico. Per lungo tempo fu la potenza dominante lungo il fiume Usumacinta.
Come sembrano indicare numerosi glifi decifrati, Yaxchilán dominava, durante il suo periodo di maggior splendore, molte località dei dintorni, tra le quali Bonampak. I più importanti sovrani della città furono Scudo Giaguaro (647-742, re dal 681) e Uccello Giaguaro (709-786, re dal 752), i quali esercitarono grande influenza su tutta l'area.
Come tutte le città dell'area centrale, anche Yaxchilán fu abbandonata nel IX secolo d.C. per motivi non ancora chiariti.
Edwin Rockstroh fu il primo che nel 1881 giunse a Yaxchilán dal Guatemala; la località venne riscoperta l'anno successivo dall'inglese Alfred Maudslay, che la battezzò Menché (albero verde in lingua maya). Con il permesso del governo del Guatemala, sotto il cui controllo si trovava a quel tempo la zona, Maudslay fece portare a Londra sette architravi, che attualmente sono esposti al British Museum.
Successivamente giunsero prima il francese Désiré Charnay e poi l'austriaco Teobert Maler, che vi lavorò tra il 1897 ed il 1900 e che ribattezzò sito Yaxchilán, prendendo ispirazione dall'omonimo fiume che scorre nelle vicinanze.
All'inizio degli anni venti vi lavorarono gli archeologi americani A. M. Tozzer, S. G. Morley e H. Spinder. Negli ultimi anni sono state intraprese importanti opere di restauro dall'INAH messicano (Instituto Nacional de Antropología y Historia) sotto la direzione di Roberto Garcia Moll.

### Dinastia dei sovrani di Yaxchilán[1]
Yoaat Bahlam I
fondatore della dinastia
359 - ?
Itzamnaaj Bahlam I
(Scudo Giaguaro I)
? - ?
Uccello Giaguaro I
378 - 389
Yax Cranio-Corno di Cervo
389 - 402?
Sovrano 5
402 - ?
K'inich Tatbu Joolom I
? - ?
Luna-Cranio
454 circa-467
Uccello Giaguaro II
467 circa - ?
Giaguaro-Occhio Annodato I
508 - 518 circa
K'inich Tatbu Joolom II
526 - 537
Giaguaro-Occhio Annodato II
564 circa
Itzamnaaj Bahlam
599 circa
K'inich Tatbu Skull III
?
Uccello Giaguaro III       sposa    Donna Pakal
(15° della linea dinastica)
629-669 circa
Itzamnaaj Bahlam II
(Scudo Giaguaro)
681-742
Yoaat Bahlam II
749 circa
Uccello Giaguaro IV
752-768
Itzamnaaj Bahlam III       sposa     Donna Ch'ak Ajaw
769-800 circa
K'inich Tatbu Joolom III
808 circa

## Luoghi d'interesse
Le rovine di Yaxchilan sono localizzate in un'ansa dell'Usumacinta e si estendono lungo il corso del fiume, su una serie di basse colline e verso l'entroterra. Il nucleo della città, posto attorno alla piazza principale, è occupato da due strutture architettoniche principali: la Grande Acropoli e la Piccola Acropoli. All'interno di quest'area edificata si trovano in totale più di centotrenta edifici.

### Prima fila di costruzioni
Lungo la riva dell'Usumacinta si presenta una prima fila di costruzioni, tra le quali le più degne di nota sono l'Edificio 18 con una stele, l'Edificio 16 con un paio di architravi; lo spiazzo per il gioco della palla con cinque sculture; l'Edificio 5 dove si trova una scalinata con dei geroglifici.

### Labirinto (Struttura 19)

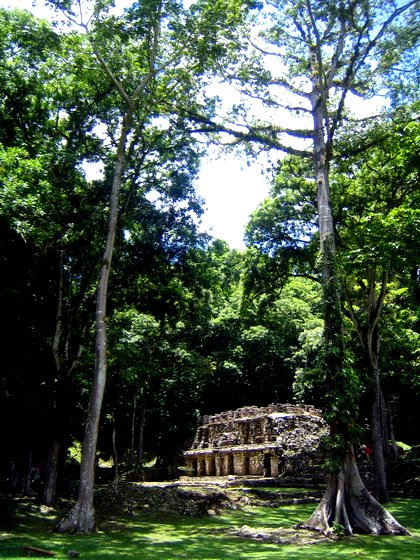
Il labirinto

Il cosiddetto Labirinto di Yaxchilan è parte di una serie di costruzioni analoghe diffuse in tutta la regione maya, come per esempio la struttura Satunsaat di Oxkintok, nello Yucatán, ed il passaggio a volta sottostante il Palazzo di Palenque. La totale mancanza di luce all'interno della struttura sembra alludere ad un mondo infero artificiale, nel quale si svolgevano importanti e misteriose cerimonie.

### Stele 11
Nella piazza principale si trova la Stele 11, risalente al 755 d.C., che nella parte anteriore rappresenta l'ascesa al trono del sovrano Uccello Giaguaro, separato dal predecessore Scudo Giaguaro da uno stendardo sacro. La parte posteriore mostra il sovrano Uccello Giaguaro che calpesta prigionieri incatenati.

### Grande Acropoli
La Grande Acropoli, costituita da un gruppo di edifici, si erge sulla cima di un'altura
isolata ed è raggiungile tramite una scalinata.

### Palazzo del Re (Struttura 33)

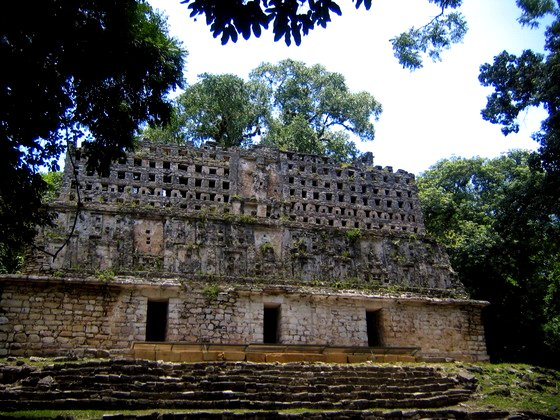
Palazzo del Re

La costruzione principale della Grande Acropoli è la Struttura 33, conosciuta anche come Palazzo del Re, che risale a dopo il 750 d.C. Questa imponente costruzione ha una base di 22 m x 5 m e un'altezza di circa 7 m; la capriata arriva ancora 6 m più in alto. La scalinata, scoperta nel 1974, ha 13 pannelli il cui tema è l'ascesa al trono del sovrano Uccello Giaguaro, ascesa avvenuta nel 752. Undici pannelli hanno come tema il gioco della palla, dove il re picchia alcuni uomini, i cui corpi ridotti a pezzi si trasformano in palle.
Si ritiene che sia una raffigurazione di una partita avvenuta nel 744 fra Uccello Giaguaro e il suo prigioniero Testa di Gioiello.
I tre ingressi sono decorati con architravi con scene legate alle vicende del sovrano e sono sovrastati con alcune nicchie, dove si pensa ci fossero alcune statue. Il fregio mostra ancora tracce di antiche decorazioni.
Particolarmente degna di nota è la doppia capriata, che ha degli intagli rettangolari costituenti otto file orizzontali. Al centro era collocata una statua di circa 2,50 m che raffigurava un sovrano con un ornamento sul capo.
Davanti all'edificio si trova il torso di una figura rinvenuta all'interno, che è stata identificata con il re; la cui testa si trova nelle vicinanze. Fino a poco tempo fa i Maya Lacandoni veneravano questa testa come rappresentazione del dio Hachakyum.

### Piccola Acropoli
A nord del Palazzo del Re si trova la Piccola Acropoli con un gruppo di strutture che comprende gli edifici dal 49 al 52.

### Quarta fila di costruzioni

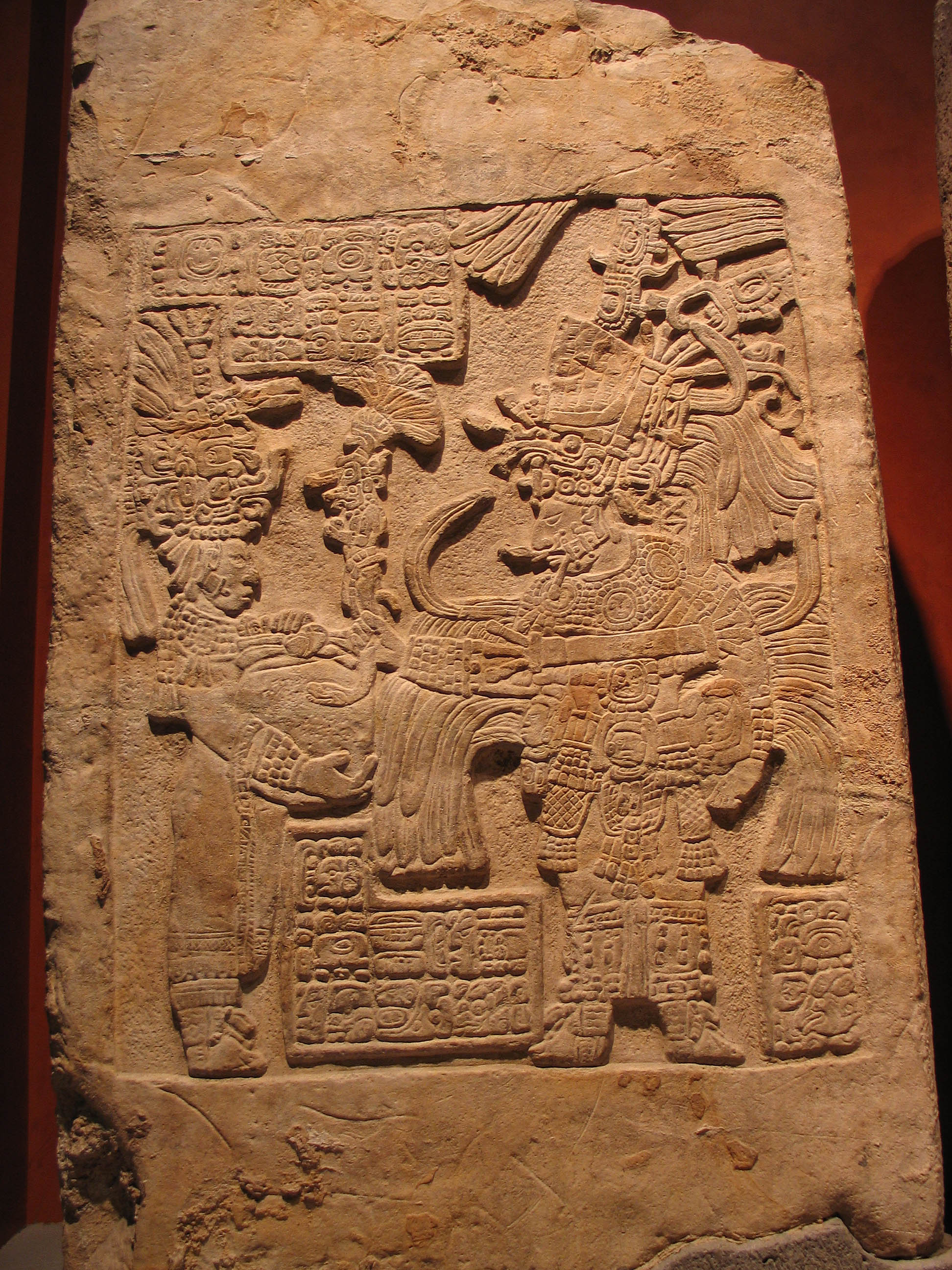
Stele 53 presso il Museo di Antropologia di Yaxchilán

Un'ulteriore fila di costruzioni (da Edificio 39 a Edificio 41) è posizionata in un punto abbastanza alto. L'area un tempo era raggiungibile tramite un'imponente scalinata che la collegava a una piattaforma situata più in basso di 100 m.